# انهيار وول ستريت (1929)

شارت لمؤشر الداو جونز الصناعي ويظهر فيه الانخفاض

انهيار بورصة وول ستريت هو انهيار لسوق الأسهم الأمريكية في يوم الثلاثاء 29 أكتوبر 1929 والمسمى بالثلاثاء الأسود بعد انهيار سابق لها قبل 5 أيام في يوم الخميس 24 أكتوبر 1929، كأول خطوة للأزمة الاقتصادية العالمية في عقد الثلاثينات من القرن العشرين والمعروفة بالكساد الكبير. ويعود ذلك إلى تفوق العرض على الطلب بشكل خيالي حيث عرض 19 مليون سهم تقريباً على لائحة البيع الأمر الذي أوصل أسعار الأسهم إلى أدنى مستوى لها بعد ارتفاع سابق، ويسمى يوم الثلاثاء الأسود وذلك لأنه بعد مرور خمسة أيام، أي في يوم الثلاثاء 29 أكتوبر عام 1929، حدث انهيار آخر في سوق الأوراق المالية أدّى إلى تفشّي الخوف في قلوب العامة من أن البلاد مقبلة على حالة من الركود أو حتى انهيار الاقتصاد.
لقد كان مستوى انحفاض مؤشر dow jones تقريباً 50% وأغلق في يوم 13 تشرين ثاني على مستوى 198.69 نقطة، من الجدير ذكره أن المؤشر عاد إلى المستوى الذي كان عليه قبل الانهيار فقط في عام 1954.
هنالك اختلاف لا يمكن تهميشه على مدى تأثير انهيار سوق الأوراق المالية وول ستريت على اندلاع الكساد الكبير.
أما سبب الانهيار فيعود لاستثمار مبالغ ضخمة مما رفع أسعار الأسهم إلى قيم وأسعار خيالية وغير واقعية وارتفاع الأسعار جذب واستقطب مستثمرين من شتّى الطبقات والمستويات على استثمار أموالهم في البورصة، حتى البنوك اشتركوا في الاستثمار حيث قاموا بتمويل قروض مع شروط مريحة للمستثمرين الأمر الذي ضاعف الاستثمارات ورفع الأسعار أكثر وأكثر.
في 24 أكتوبر من عام 1929، عرض على لائحة البيع أكثر من 13 مليون سهم مما جعل العرض أعلى من الطلب واتجهت الأسهم نحو القاع، عمّت الفوضى في المكان حيث بدأت أموال المستثمرين تتبخر وازداد الأمر سوءاً حين ازداد عدد الأسهم المعروض إلى 30 مليون سهم في الأيام التي تلت، الأمر الذي جعل أسعار الأسهم بلا قيمة وجعل الكثير من المستثمرين في ديون عميقة وعبء ثقيل للبنوك التي أعلنت أفلاسها بسبب الديون العميقة التي تراكمت من كثرة القروض غير القابلة للسداد بسبب انهيار البورصة وإفلاس المستثمرين.

## اقرأ أيضا
- الاثنين الأسود (1987)